# Турско народно позориште
Турског народно позориште (halk tiyatrosu) сачињено је из четири различита утицаја и правца развоја. То су: традиција сеоског позоришта, традиција народног позоришта, традиција дворског позоришта и традиција западног позоришта.

## Позориште сенки-Карађоз
Позориште сенки, касније названо Карађоз по главном јунаку, без сумње је најпопуларнији и најомиљенији вид турског народног позоришта.
Изводи се тако што се иза разапетог белог платна померају фигуре ликова начињених од коже, помоћу штапова причвршћених на њихове покретне делове, под правим углом према платну. Ово позориште своју популарност пре свега дугује чињеници да је, с обзиром на мали простор потребан за извођење, било веома мобилно, као и да је, захваљујући извођачима који су били скривени иза платна успевали задржати анонимност, осим што је публици пружало хумористичне садржаје, могло углавном некажњено критиковати власт и неправилности у Османлијском царству. Карађоз је позориште које је у највећој мери превазишло границе турског говорног подручја. Изводило се најпре у Египту одакле је, по мишљењу еминентних истраживача директно стигло у Турску да би се тамо вратило под модификованим именом Арагоз. У осталим арапским земљама, Сирији, Тунису и Алжиру, такође је веома популарно. Ово позориште постојало је и у земљама као што су: Босна, Македонија, Румунија и Грчка (под другачијим именима).

### Ликови у позоришту Карађоз
Ликови у овом позоришту су на нивоу типова. Иако има варијабилних елемената који се мењају из игре у игру, они поседују константе по којима су препознатљиви. То може бити занимање, начин облачења, карактерна особина, а најчешће су то начин изражавања и дијалекат који користе. 
Карађоз је главни лик у представи. Има округло лице, крупне очи по којима је добио име, прћаст нос и коврџаву црну, заобљену браду. Ћелав је и носи огроман турбан који повремено пада и изазива смех. Он је човек из народа. Говори народним језиком, не разуме компликоване изразе и фразе, као ни стране речи. Радознао је, увек каже оно што мисли, нема длаке на језику. Због тога редовно упада у неприлике из којих успева да се извуче захваљујући својој сналажљивости. Импулсиван је, увек спреман да пружи веште и духовите одговоре, и због својих успелих доскочица веома је омиљен у народу. Углавном је незапослен, тражи посао и мисли о томе како ће прехранити себе и породицу. Динамичан је и енергичан, жели да се окуша и испроба нове идеје, али обично доживи неуспех. Он није поштован у крају у ком живи. Често доживљава увреде од осталих чланова друштва и мета је локалних пијаница и силеџија.
Хаџиват  је у сваком погледу сушта супротност Карађозу. Његова брада је, за разлику од Карађозове која је заобљена, оштра и уздигнуто обликована. Хаџиват се представља као обратован човек племенитог порекла. Жели да покаже како познаје стране језике, културно се изражава, говори стихове и римовану прозу. Поштује бонтон, разуме се у науку и уметност. Сваки његов потез је унапред промишљен јер жели да се допадне водећи рачуна о својим интересима. Он је фин, културан и добронамеран. Омиљен је међу локалним становништвом.
Жена  представља женске ликове, који у позоришту сенки имају важну улогу. Женске ликове увек играју мушкарци који, имитирајући их, производе пискав глас. Женске улоге су млађег, средњег и старијег животног доба. Зависно од тога, оне су или послушне и верне, или склоне скандалима, али свима је заједничко да воле да трачаре. Углавном носе фереџу, али како је вео веома провидан, лице се јасно види.
Остали ликови су: Денди, Зависник, Бебе Рухи, Пијаница и Кабадахија, Лаз, Румелијац, Курд, Персијанац, Арапин, Албанац, Европејац, Јерменин и Јеврејин.

### Сценарији у позоришту Карађоз
Карађоз је одувек била игра отворена за свакодневне догађаје, па се број ликова и њихових модификација стално проширивао, као и број карактеристичних сценарија и заплета који су били окосница игре. Као што је већ напоменуто, број класичних игара је био око тридесетак, и касније се увећавао. Неке од најчешће извођених обрађивале су различите тематике, од којих наводимо неке:
·       Пут у Јалову
·       Карађоз као песник
·       Лудница
·       Писар
·       Љуљашка
·       Карађоз као ага
·       Шума
·       Увређени
·       Велика Свадба
·       Врт
·       Ферхад и Ширин
·       Тахир и Зухра
·       Партнери

## Игра на отвореном Ортаојуну
Игра на отвореном по атмосфери, хумору, темама, преплитању неких ликова, драмској структури, стилу игре и репертоару има доста сличности са Карађозом, с тим што у њој на отвореном простору играју живи извођачи. Изводи се без унапред утврђеног сценарија, а нагласак није на радњи, већ на самом извођењу представе која приказује исечке из реалног живота.
Игра на отвореном се одвија на кружном или елипсастом, ређе четвороугаоном пољу оквирне величине 15х25 метара, травнате или земљане подлоге

### Ликови у игри на отвореном
Пишекар је пандан Хаџивату из позоришта сенки, с тим што је овде позитивнија личност и главни носилац радње. У овом позоришту он је креатор игре и, на тај начин, њен редитељ и сценариста, такозвани глумац-управник.
Читава представа се базира на његовом уметничком умећу.  Пишекар је добронамеран и често игра улогу посредника међу ликовима. Стрпљиво саслуша невоље осталих, покушава да им помогне, да им нађе посао, и све што му се каже, макар било и злонамерно, он тумачи позитивно. Учен је и има велико животно искуство. У десној руци обавезно носи дрвену чегртаљку под називом шак-шак, пастал или пастав. Она му служи да управља сценом, најави нечији долазак, извођачима зада одређене дужности.
Кавуклу је лик који одговара Карађозу из позоришта сенки. На сцену долази после Пишекара и остаје до краја представе. Он је човек из народа. Екстровертан је, наиван и углавном све што се каже погрешно разуме или се прави да не разуме. Једноставан је и помало груб. Стално тражи посао, а у ствари је непромишљен, неодговоран, неодлучан и лењ. Неспретан је у покретима, што изазива смех. Он је најкомичнији лик у представи.
Остали ликови су: Жена, Денди, Кепец/Грбавац, Пијаница, Тузсуз, Силеџија, Денијо-Денило, Анадолац, Зејбек-Ефе, Хирбо, Курд, Албанац, Лаз, Персијанац, Арапин, Румелијац, емигрант са Балкана, Јерменин, Јеврејин, Грк-Европејац

## Медах
Meddah на арапском значи „онај који хвали, велича“. Медах предстаљва уметност приповедања на драмски начин и врста је која се често среће у исламским земљама. Медах у турској култури обједињује традицију песника озана из преисламског периода и богату културу прихваћену по пријему исламске религије.Ово је театар једног човека који је својим имитацијама и приповедањем привлачио пажњу народних маса и обогаћивао његову општу културу. 
Медах своју причу приповеда кроз имитацију, мимику, гестове, дијалог и звук. Користећи разне дијалекте и говоре, он дочарава различите ликове.Медах се, због своје специфичности, заједно са позориштем Карађоз, од 2008. године налази на Унесковој листи нематеријалне културне баштине.

## Луткарско позориште
Лутка као симболична представа људског или божјег лика присутна је још од времена кад је човек постао свестан свог постојања. Према познатим изворима прво помињање луткарског позоришта бележи се у 17. веку. Међутим, јасно је да је ова врста сценског израза морала настати много раније. За луткарство се поуздано може рећи да је потекло из постојбине турских племена централне Азије, где су лутке биле фетиши коришћени у манихејистичјким и шаманистичким обредима практикованим у преисламском периоду.
Реч kukla у садашњем значењу „лутка“ код Османлија појавила се крајем 16, односно почетком 17. века. Нјавећи утицај на турско савремено луткарство без сумње је извршио енглески луткар Tomas Holden (Thomas Holden)  који је усавршио технику покретања марионета, тако што је успео да поједностави начин померања компликоване италијанске лутке Фатнточини. Он је у Турску први пут дошао 1882. године када је извео представу „Пепељуга“ и изазвао велико интересовање публикетрајно стекавши изузетну популарност. 
Кад је реч о врстама лутака које су се користиле у новијој историји турског луткарства, могу се издвојити стоне лутке, ручне лутке и марионете.
Постојале су и џиновске лутке, коришћене у Османлијском царству приликом различитих уличних свечаности, дефилеа и парада. Ове лутке су често превазилазиле просечну људску висину. Обично се унутар њих налазила особа која би корачала, а могле су се покретати и помоћу механизма конопца и жица у њеној унутрашњости.
Поред набројаних најчешћих врста лутака, у турској традицији се бележи и специфична употреба такозване ножне лутке. Карактеристична је по томе што се везује за колено итвођача који лежи и помера лутку покретима ногу. 
Ликови: лутка Ибиш (Баба Рух), Ихтијар-Старац, Девојка, Арапин, Албанац, Грк, Черкез…

## Сеоске позоришне игре
Сеоске позоришне игре представљају игре у којима турски сељак демонстрира своју везаност за земљу, светковине којима се слави принос и ритуале који имају анимистичка веровања. Постоје ритуалне сеоске игре и игре чији је садржај забава. Ове игре немају унапред припремљен сценарио, а одржавају се одређеним данима који су важни у животу заједнице, посебно на сеоским свадбама, за верске празнике или током зиме када нема пољских радова. Ове игре су у потпуности аматерске и дешава се да се и публика повремено укључи у радњу која се изводи.
Сеоске позоришне игре се деле на: комичне, тужне, игре без текста и луткарске.